# Merionoeda nigricollis
Merionoeda nigricollis är en skalbaggsart som beskrevs av Aurivillius 1924. Merionoeda nigricollis ingår i släktet Merionoeda och familjen långhorningar.
Artens utbredningsområde är Brunei. Inga underarter finns listade i Catalogue of Life.